# (6111) Davemckay
(6111) Davemckay (1979 SP13) – planetoida z grupy pasa głównego asteroid okrążająca Słońce w ciągu 3,84 lat w średniej odległości 2,45 j.a. Odkryta 20 września 1979 roku.